# Nezara
Nezara es un género de chinche hedionda que se alimenta de plantas; pertenece a la familia Pentatomidae. Es de distribución paleártica. Algunas especies (Nezara viridula) han sido introducidas a otros continentes.

## Especies
- Nezara antennata Scott, 1874
- Nezara capicola (Westwood, 1837)
- Nezara griseipennis Ellenrieder, 1862
- Nezara icterica Horváth, 1889
- Nezara immaculata Freeman, 1940
- Nezara indica Azim & Shafee, 1979
- †Nezara latitesta Théobald, 1937
- Nezara mendax Breddin, 1908
- Nezara naspirus (Dallas, 1851)
- Nezara niamensis (Distant, 1890)
- Nezara nigromaculata Distant, 1902
- Nezara orbiculata Distant, 1890
- Nezara paradoxus Cachan, 1952
- Nezara pulchricornis Breddin, 1903
- Nezara raropunctata Ellenrieder, 1862
- Nezara robusta Distant, 1898
- Nezara similis Freeman, 1940
- Nezara soror Schouteden, 1905
- Nezara subrotunda Breddin, 1908
- Nezara viridula (Linnaeus, 1758) – Chinche verde o Juanito
- Nezara yunnana Zheng, 1982